# Torneo Preolímpico Femenino de la OFC 2024
El Torneo Preolímpico Femenino de la OFC 2024 fue la 4ª edición del campeonato que decide qué selección femenil representará a Oceanía en los Juegos Olímpicos. Esta edición del Preolímpico Femenino abarcó el regreso de la competición, puesto que para Río de Janeiro 2016, los Juegos del Pacífico 2015 fueron el método de clasificación, mientras que para Tokio 2021 la clasificación la otorgó la Copa de Naciones Femenina de la OFC 2018.

## Participantes
| Equipos participantes | Equipos participantes | Equipos participantes | Equipos participantes | Equipos participantes |
| --------------------- | --------------------- | --------------------- | --------------------- | --------------------- |
| Fiyi                  | Nueva Zelanda         | Samoa                 | Tonga                 |                       |
| Islas Salomón         | Papúa Nueva Guinea    | Samoa Estadounidense  | Vanuatu               |                       |

## Formato
El sorteo del torneo se llevó a cabo el 23 de noviembre de 2023. Los ocho equipos que ingresaron a la clasificación se clasificaron de acuerdo con la Clasificación Mundial Femenina de la FIFA de agosto de 2023 , con las dos mejores naciones asignadas al Bombo A, los siguientes cuatro equipos al Bombo B, y los dos últimos equipos del Bombo C. 
Los equipos fueron sorteados del Bombo C hasta la cuarta posición en los grupos A y B, respectivamente. Luego, los equipos fueron sorteados del Bombo B a la tercera posición de cada grupo, luego a la segunda posición de cada grupo. Finalmente, los equipos del Bombo A quedaron en primera posición de cada grupo.
| Bombo A                                    | Bombo B                                                         | Bombo C                                 |
| ------------------------------------------ | --------------------------------------------------------------- | --------------------------------------- |
| Nueva Zelanda (26) Papúa Nueva Guinea (54) | Fiyi (71) Tonga (92) Samoa (97) (Anfitrión) Islas Salomón (104) | Vanuatu (122) Samoa Estadounidense (NR) |

## Resultados

### Grupo A
| Equipo               | Pts | PJ | PG | PE | PP | GF | GC | Dif |
| -------------------- | --- | -- | -- | -- | -- | -- | -- | --- |
| Islas Salomón        | 7   | 3  | 2  | 1  | 0  | 11 | 3  | +8  |
| Fiyi                 | 6   | 3  | 2  | 0  | 1  | 15 | 6  | +9  |
| Papúa Nueva Guinea   | 4   | 3  | 1  | 1  | 1  | 13 | 5  | +8  |
| Samoa Estadounidense | 0   | 3  | 0  | 0  | 3  | 1  | 26 | -25 |

| Fecha                 | Lugar | Local                | Resultado  | Visitante            |
| --------------------- | ----- | -------------------- | ---------- | -------------------- |
| 7 de febrero de 2024  | Apia  | Fiyi                 | 10-0 (5:0) | Samoa Estadounidense |
| 7 de febrero de 2024  | Apia  | Papúa Nueva Guinea   | 1-1 (0:1)  | Islas Salomón        |
| 10 de febrero de 2024 | Apia  | Samoa Estadounidense | 1-7 (0:3)  | Islas Salomón        |
| 10 de febrero de 2024 | Apia  | Papúa Nueva Guinea   | 3-4 (1:3)  | Fiyi                 |
| 13 de febrero de 2024 | Apia  | Samoa Estadounidense | 0-9 (0:3)  | Papúa Nueva Guinea   |
| 13 de febrero de 2024 | Apia  | Islas Salomón        | 3-1 (2:0)  | Fiyi                 |

### Grupo B
| Equipo        | Pts | PJ | PG | PE | PP | GF | GC | Dif |
| ------------- | --- | -- | -- | -- | -- | -- | -- | --- |
| Nueva Zelanda | 9   | 3  | 3  | 0  | 0  | 14 | 0  | +14 |
| Samoa (H)     | 6   | 3  | 2  | 0  | 1  | 3  | 6  | -3  |
| Tonga         | 3   | 3  | 1  | 0  | 2  | 2  | 6  | -4  |
| Vanuatu       | 0   | 3  | 0  | 0  | 3  | 1  | 8  | -7  |

| Fecha                 | Lugar | Local         | Resultado | Visitante     |
| --------------------- | ----- | ------------- | --------- | ------------- |
| 7 de febrero de 2024  | Apia  | Samoa         | 1-0 (0:0) | Vanuatu       |
| 7 de febrero de 2024  | Apia  | Nueva Zelanda | 3-0 (3:0) | Tonga         |
| 10 de febrero de 2024 | Apia  | Samoa         | 0-6 (0:4) | Nueva Zelanda |
| 10 de febrero de 2024 | Apia  | Tonga         | 2-1 (2:1) | Vanuatu       |
| 13 de febrero de 2024 | Apia  | Vanuatu       | 0-5 (0:4) | Nueva Zelanda |
| 13 de febrero de 2024 | Apia  | Tonga         | 0-2 (0:1) | Samoa         |

## Fase final
|  | Semifinales   | Semifinales   |               |   | Final | Final |
|  |               |               |               |   |       |       |
|  |               |               |               |   |       |       |
|  |               |               |               |   |       |       |
|  | Islas Salomón | 2             |               |   |       |       |
|  | Islas Salomón | 2             |               |   |       |       |
|  | Samoa         | 0             |               |   |       |       |
|  | Samoa         | 0             | Islas Salomón | 1 |       |       |
|  |               |               | Islas Salomón | 1 |       |       |
|  |               | Nueva Zelanda | 11            |   |       |       |
|  | Nueva Zelanda | Nueva Zelanda | 11            | 7 |       |       |
|  | Nueva Zelanda |               |               | 7 |       |       |
|  | Fiyi          | 1             |               |   |       |       |
|  | Fiyi          | 1             |               |   |       |       |

### Semifinales
| Fecha                 | Lugar | Local         | Resultado | Visitante |
| --------------------- | ----- | ------------- | --------- | --------- |
| 16 de febrero de 2024 | Apia  | Islas Salomón | 2-0 (0:0) | Samoa     |
| 16 de febrero de 2024 | Apia  | Nueva Zelanda | 7-1 (5:0) | Fiyi      |

### Final
| Fecha                 | Lugar | Local         | Resultado    | Visitante     |
| --------------------- | ----- | ------------- | ------------ | ------------- |
| 19 de febrero de 2024 | Apia  | Islas Salomón | 1 - 11 (0:5) | Nueva Zelanda |

- Nueva Zelanda se clasificó a los Juegos Olímpicos de París 2024.

## Clasificado a los Juegos Olímpicos 2024
|                                  |
| Bandera de Nueva Zelanda         |
| Campeón Nueva Zelanda 5.º título |

## Estadísticas

### Tabla general
| Equipo | Equipo               | Grupo | Pts | PJ | PG | PE | PP | GF | GC | Dif | Rend   |
| ------ | -------------------- | ----- | --- | -- | -- | -- | -- | -- | -- | --- | ------ |
| 1      | Nueva Zelanda        | B     | 15  | 5  | 5  | 0  | 0  | 32 | 2  | +30 | 100,0% |
| 2      | Islas Salomón        | A     | 10  | 5  | 3  | 1  | 1  | 14 | 14 | 0   | 66,66% |
| 3      | Fiyi                 | A     | 6   | 4  | 2  | 0  | 2  | 16 | 13 | +3  | 50%    |
| 4      | Samoa                | B     | 6   | 4  | 2  | 0  | 2  | 3  | 8  | -5  | 50%    |
| 5      | Papúa Nueva Guinea   | A     | 4   | 3  | 1  | 1  | 1  | 13 | 5  | +8  | 44,4%  |
| 6      | Tonga                | B     | 3   | 3  | 1  | 0  | 2  | 2  | 6  | -4  | 33,3%  |
| 7      | Vanuatu              | B     | 0   | 3  | 0  | 0  | 3  | 1  | 8  | -7  | 0,0%   |
| 8      | Samoa Estadounidense | A     | 0   | 3  | 0  | 0  | 3  | 1  | 26 | -25 | 0,0%   |